# Syed Mumtaz Ali
Syed Mumtaz Ali (10 agosto 1927 – 16 luglio 2009) è stato un avvocato indiano, presidente dell'Associazione Musulmana Canadese (The Canadian Society of Muslims) e primo avvocato musulmano dello stato.

## Biografia
Syed Mumtaz Ali era nato in India, dove aveva conseguito una laurea in Teologia e una in Legge all'Osmania University di Hyderabad. Dopo aver praticato l'avvocatura in patria, si è trasferito a Londra, dove ha proseguito gli studi, per poi trasferirsi nel 1960 in Canada. Nel 1962 ha conseguito un'altra laurea in Legge alla York University di Toronto: è stato il primo a giurare sul Corano al posto della Bibbia, un avvenimento che all'epoca fece molto scalpore. Ha praticato la professione di avvocato in Canada per più di 25 anni (fino al ritiro, nel 1990).
Dopo che la creazione di un tribunale rabbinico di arbitrato passò inosservata nella provincia dell'Ontario, Syed Mumtaz Ali annunciò nel 2001 la creazione di un tribunale della shari'a (una Corte di Giustizia Civile Islamica), che suscitò una vera e propria levata di scudi, per l'impatto con il diritto vigente in Canada (anche se Mumtaz dichiarò che essa avrebbe non avrebbe violato alcuna legge) e per le possibili discriminazioni che la shari'a opererebbe nei confronti delle donne.
Dopo aver fondato l'Islamic Institute of Civil Justice nel 2003, Mumtaz Ali ha continuato nella sua proposta di un arbitrato familiare basato sul diritto islamico, tanto che, oltre alle proteste dei movimenti femministi, il governo dell'Ontario ha incaricato un deputato, l'on. Marion Boyd (procuratore generale negli anni novanta) a redigere un documento che attestasse l'impatto sulla realtà giuridica canadese. Il documento fu il Dispute Resolution in Family Law: Protecting Choice, Promoting Inclusion, pubblicato nel dicembre 2004.
A sua volta il documento della Boyd destò molte polemiche, concludendo che non esistevano sostanziali impedimenti all'utilizzo del diritto islamico nella società multietnica canadese.